# Железный человек 2
«Желе́зный челове́к 2» (англ. Iron Man 2) — американский супергеройский фильм 2010 года, основанный на комиксах об одноимённом персонаже Marvel Comics, созданный Marvel Studios и распространяемый Paramount Pictures. Продолжение фильма «Железный человек» (2008) и третья лента киновселенной Marvel (КВМ). Режиссёром фильма выступил Джон Фавро, а сценаристом — Джастин Теру. Роль Тони Старка / Железного человека исполнил Роберт Дауни-младший. Также в картине сыграли Гвинет Пэлтроу, Дон Чидл, Скарлетт Йоханссон, Микки Рурк, Сэм Рокуэлл и Сэмюэл Л. Джексон. Через полгода после событий «Железного человека» Тони Старк сопротивляется призывам правительства США передать технологию Железного человека, которая приводит к ухудшению состояния его здоровья. Тем временем русский учёный Иван Ванко (Рурк) собирает собственную версию брони и начинает личную войну против семьи Старков.
После экспертного и коммерческого успеха «Железного человека» Marvel Studios в мае 2008 года анонсировала продолжение и немедленно приступила к работе. В июле того же года Джастин Теру стал сценаристом ленты, а Джон Фавро вернулся на пост режиссёра. Роберт Дауни-младший, Гвинет Пэлтроу и Сэмюэл Л. Джексон также подписали обновлённые контракты, а Дон Чидл заменил Терренса Ховарда в роли Джеймса Роудса. В начале 2009 года Микки Рурк, Сэм Рокуэлл и Скарлетт Йоханссон пополнили актёрский состав. Съёмки прошли с апреля по июль 2009 года, в основном, как и при съёмках первого фильма, в Калифорнии, за исключением ключевого эпизода в Монако. В отличие от первой части, при создании которой создатели опирались на соединение графики и практических эффектов для воплощения костюмов Железного человека, в сиквеле основной упор делался на CGI-графику.
Мировая премьера ленты состоялась 26 апреля 2010 года в театре Эль-Капитан в Лос-Анджелесе. Проект стал частью Первой фазы КВМ. Фильм получил сдержанно-положительные и неоднозначные отзывы критиков, которые похвалили актёрскую игру и экшен-сцены, но отметили, что сиквел во многом уступает первой части. Лента собрала в мировом прокате более $623 млн, став 7-м самым успешным проектом года. Продолжение, «Железный человек 3», вышел в прокат в мае 2013 года.

## Сюжет
В России Иван Ванко наблюдает смерть своего отца Антона Ванко — бывшего сотрудника компании «Stark Industries», и по его чертежам собирает миниатюрный дуговой реактор. После того, как Тони Старк раскрывает всему миру, что он — «Железный человек», проходит шесть месяцев. Старк использует свой костюм в мирных целях, однако правительство США пытается заставить его продать свои разработки, аргументируя это тем, что костюм Тони является своего рода оружием. Тони раскрывает всем, что его конкурент Джастин Хаммер пытается воссоздать технологии Старка. Чтобы продолжить наследие своего отца Говарда Старка, Тони восстанавливает выставку «Stark Expo» в парке Флашинг-Медоус — Корона в Нью-Йорке.
Позже Старк узнаёт, что сердечник из палладия в дуговом реакторе, питающий костюм и спасающий его жизнь от осколков шрапнели, медленно отравляет его. Пытаясь решить проблемы со здоровьем, Старк назначает свою ассистентку Пеппер Поттс генеральным директором «Stark Industries», а её помощницей становится Натали Рашмэн. Старк, думая, что ему нечего терять, решает поучаствовать в гонках Гран-при в Монако. Неожиданно на него нападает Иван Ванко и сражается с ним при помощи электрических хлыстов, питаемых его самодельным реактором. Старк надевает костюм и побеждает Ванко. Тони посещает Ванко в тюрьме, указывает на ошибки при построении реактора и уходит. Джастин Хаммер вытаскивает Ивана и просит его сконструировать армию дронов, чтобы проучить Старка. Тем временем Тони устраивает вечеринку в честь своего дня рождения и напивается в костюме Железного человека. Лучший друг Старка и полковник ВВС США Джеймс Роудс надевает один из первых бронекостюмов друга и просит, чтобы тот снял свой костюм. Начинается драка, которая заканчивается ничьёй. Роудс улетает на базу ВВС США в костюме Старка.
Директор спецслужбы «Щ.И.Т.» Ник Фьюри встречает Старка и раскрывает, что «Натали Рашмэн» — это агент Наташа Романофф. Фьюри рассказывает, что Антон Ванко и Говард Старк вместе изобрели дуговой реактор, однако, когда Антон попытался продать его, Говард депортировал его в Сибирь. Фьюри даёт Старку архивные видеоматериалы его отца. В диораме «Stark Expo» 1974 года Тони находит модель нового химического элемента. С помощью своего искусственного интеллекта Д.Ж.А.Р.В.И.С.а Старк синтезирует его в своей лаборатории и помещает элемент в свой дуговой реактор, избавляясь тем самым как от последствий отравления палладием, так и от необходимости дальнейшего использования самого палладия.
Во время конференции «Stark Expo» Джастин Хаммер показывает военные дроны, сконструированные Иваном Ванко, и обновлённый костюм Джеймса Роудса. Старк пытается предупредить Роудса, однако Ванко дистанционно активирует дроны и костюм Роудса и атакует Старка. Хаммера арестовывают за то, что он помог Ванко сбежать из тюрьмы. Романофф и телохранитель Старка Хэппи Хоган пытаются схватить Ванко, однако последний скрывается. Романофф перезагружает костюм Роудса. Старк и Роудс уничтожают все дроны Ивана Ванко. Появляется Иван в костюме с интегрированными в него электрическими хлыстами и говорит Тони, что учёл все его замечания при построении реактора. Старк и Роудс сражаются с Ванко и побеждают его с помощью приёма, который они впервые использовали на вечеринке Тони. Иван кончает жизнь самоубийством, взрывая свой костюм вместе с побеждёнными дронами, думая, что тем самым убьёт Тони и Роуди, однако последние выживают.
Старк встречается с Фьюри и находит досье «Инициатива „Мстители“», однако Ник сообщает ему, что «Щ.И.Т.» намеревается использовать Тони только в качестве консультанта. Тони Старк и Роудс получают медали за «исключительный вклад в обеспечение безопасности».
В сцене после титров агент организации «Щ.И.Т.» Фил Колсон приезжает в пустыню в Нью-Мексико и находит молот Мьёльнир.

## Роли исполняют
| Актёр                | Роль                                           |
| -------------------- | ---------------------------------------------- |
| Роберт Дауни-младший | Тони Старк / Железный человек                  |
| Гвинет Пэлтроу       | Вирджиния «Пеппер» Поттс                       |
| Дон Чидл             | подполковник Джеймс «Роуди» Роудс / Воитель    |
| Скарлетт Йоханссон   | Натали Рашмэн / Наташа Романофф / Чёрная вдова |
| Сэм Рокуэлл          | Джастин Хаммер                                 |
| Микки Рурк           | Иван Ванко / Хлыст                             |
| Сэмюэл Л. Джексон    | директор «Щ.И.Т.а» Ник Фьюри                   |
| Джон Фавро           | Хэппи Хоган                                    |
| Кларк Грегг          | агент «Щ.И.Т.а» Фил Колсон                     |
| Лесли Бибб           | Кристин Эверхарт                               |
| Джон Слэттери        | Говард Старк                                   |
| Гарри Шендлинг       | сенатор Стерн                                  |
| Пол Беттани          | искусственный интеллект Д.Ж.А.Р.В.И.С. (голос) |
| Кейт Мара            | федеральный маршал Бетани Кейб                 |
| Тим Гини             | майор Аллен                                    |
| Эрик Л. Хейни        | генерал Мид                                    |
| Евгений Лазарев      | Антон Ванко                                    |
| Дэвин Рэнсом         | маленький Тони Старк                           |
| Оливия Манн          | Чесс Робертс                                   |
| Джек Уайт            | Джек ассистент Хаммера                         |
| Филипп Бержерон      | детектив Лемьё                                 |
| Алехандро Патино     | продавец клубники                              |
| Марк Кубр            | заключённый                                    |
| Анна Монзикова       | Ребекка девушка на вечеринке                   |
| Хелена Маттссон      | Ребека девушка на вечеринке                    |
| Макс Фавро           | мальчик на Stark Expo                          |
| Стэн Ли              | камео                                          |
| Кристиан Аманпур     | камео                                          |
| Адам Голдштейн       | камео                                          |
| Илон Маск            | камео                                          |
| Билл O'Райли         | камео                                          |
| Ларри Эллисон        | камео                                          |

## Производство
В июле 2008 года сценаристом «Железного человека 2» стал актёр Джастин Теру, для которого это была лишь вторая работа в качестве сценариста. На сценарном фронте он впервые выступил в сотрудничестве с Беном Стиллером в фильме «Солдаты неудачи». Помимо трёх десятков ролей и одного сценария в творческой карьере Теру фигурирует также режиссёрский дебют «Посвящение», выпущенный Weinstein Co. в 2007 году. Теру и Фавро в разное время подтвердили, что главным врагом Тони Старка будет алкоголизм.
14 октября 2008 года из-за определённых разногласий со студией проект покинул исполнитель роли подполковника Джеймса Роудса в первом «Железном человеке» Терренс Ховард, на его место был приглашён Дон Чидл. Marvel никак не объяснил рокировку, но инсайдеры доложили, что студия с актёром не сошлись в цене. По словам Чидла, он пытался сыграть Роуди по-своему, однако в конце концов большую часть образа взял у Ховарда.
16 января 2009 года своё участие подтвердил Сэм Рокуэлл.
26 февраля 2009 года Сэмюэл Л. Джексон, исполнитель роли Ника Фьюри, подписал контракт на 9 фильмов.
12 марта 2009 года было официально подтверждено участие Скарлетт Йоханссон и Микки Рурка.
Во время создания фильма «Железный человек 2» у Скарлетт Йоханссон (Чёрной Вдовы) была рыжая, длинная причёска. Для «Мстителей»  волосы персонажа сделали короче.

### Съёмки
Съёмки начались 6 апреля 2009 года в масонском храме в Пасадене (Лос-Анджелес). Фальшивым рабочим названием фильма было «Распутин». Съёмки также проходили на авиабазе «Эдвардс» и на гоночной трассе Гран-при Монако. Группа уложилась в отведённые сроки (71 съёмочный день), завершив работу 20 июля 2009 года.
Кадры Москвы в начале фильма снимались с западной горловины Киевского вокзала. На заднем плане видна высотка МИД России.
Продюсер фильма Marvel Studios Кевин Файги рассказал, что в определённом смысле снимать сиквел было легче. Почти вся команда первого фильма (в частности, режиссёр Джон Фавро, а также исполнители главных ролей Роберт Дауни-младший и Гвинет Пэлтроу) вернулась в сиквел, и это позволило с ходу приступить к работе, поскольку все на площадке были уже знакомы друг с другом. Скарлетт Йоханссон, Микки Рурк, Сэм Рокуэлл и особенно Дон Чидл (для всех них второй «Железный» — первый) тоже быстро сработались со «старой» группой. К тому же ранее был получен бесценный опыт отработки технических приёмов и применения обычных и компьютерных спецэффектов.
А с другой стороны, есть свои сложности. Кевин дополнил:

 «Сиквел труднее снимать, поскольку от него всегда ожидают большего. И мы действительно хотим превзойти первый фильм. Каждый день мы работали на максимуме своих возможностей — всё ради того, чтобы сделать продолжение лучше первой части.» 
После выхода первого фильма режиссёр Джон Фавро услышал от нескольких программистов и технологов, что они работают на системах, подобных компьютеру Старка. Дабы подчеркнуть гениальность и техническую продвинутость героя, Фавро решил повысить технологический уровень в продолжении, и голографический интерфейс компьютера Старка стал более впечатляющим и интерактивным, чем в предыдущем фильме.
По словам режиссёра, главная тема «Железного человека 2» — показать разницу между «сказать, что ты Железный человек» и «быть Железным человеком».

«Многие спрашивали нас, будем ли мы добавлять сюжетную линию комикса „Демон в бутылке“, сосредоточенную на проблемах Старка с алкоголизмом. Мы установили тон в первом фильме, который куда менее мрачен, чем тон оригинала, но мы хотели показать то, как Тони справляется со всем давлением, накатившим на него после заявления „Я — Железный человек“ и как он пытается сохранить свою собственную личность, будучи спасающим мир супергероем, и тем, как все это отражается на жизнях близких к нему людей».

## Музыка
19 апреля 2010 года вышел саундтрек к фильму «Железный человек 2», записанный австралийской группой AC/DC. Он представляет собой сборник главных хитов AC/DC из 10 разных альбомов, выпущенных с 1975 по 2008 год. 26 января 2010 года в эфиры телеканалов вышел клип на песню «Shoot to Thrill» с эксклюзивными кадрами из «Железного человека 2». Съёмка живого концерта велась в конце 2009 года в Буэнос-Айресе.

## Прокат
Фильм вышел в прокат в Бахрейне, Бельгии и Чили 28 апреля 2010 года, в Австралии, России и Таиланде — 29 апреля, в Китае, Нигерии и США — 7 мая 2010 года.

## Реакция

### Кассовые сборы
28 апреля 2010 года «Железный человек 2» стартовал в международном прокате на шести европейских рынках и, собрав в общей сложности 2,2 млн долларов с 960 копий, вышел на первую позицию. Высокоожидаемый сиквел заработал 100,2 млн долларов за первые пять дней проката с 6764 кинотеатров на 53 иностранных рынках, что в пересчёте на один кинотеатр даёт средний показатель в 14 814 долларов. Корпорация «IMAX» объявила, что фильм собрал 2,25 млн долларов в 48 IMAX-кинотеатрах по всему миру со средним показателем в 46 875 долларов, что стало новым рекордом для 2D-кино, превзойдя показатели фильма «Трансформеры: Месть падших», собравшего 2,1 млн долларов 2009 году.

### Критика
Фильм обладает суммарным рейтингом в 76 % на сайте Rotten Tomatoes, основываясь на оценках, выставленных в 54 отзывах, что даёт средний рейтинг, равный 6,4/10.
Веб-сайт Metacritic присвоил фильму 61 балл из возможных 100, исходя из нормализированного рейтинга 6 обзоров.

Среди рецензентов, положительно отозвавшихся на фильм, оказался и Брайан Лоури из Variety, который заявил:
«Железный человек 2» не так занятен, как его предшественник, но по мере рассеивания дыма становится ясно, что он тоже ничего.

Энтони Лейн из The New Yorker написал: 
Найти героя комиксов, не агонизирующего под тяжестью своих сверхспособностей, и способного защитить своё конституционное право плюнуть на них, откровенно нелегко.

Дэвид Эдельстейн из New York Magazine выразился так: 
Он не несёт в себе тот груз тяжести эмоций, которым обладают два наиболее ярких представителя, находящиеся вне классов: «Супермен 2» и «Человек-паук 2». Но «Железный человек 2» достаточно неплохо жужжит эту тему.

Но у фильма нашлись и негативные рецензенты. Например, Кирк Ханикатт из The Hollywood Reporter написал следующее: 
Все, связанное с «Железным человеком», одновременно смешное и ужасное, присутствовавшее два года назад, исчезло в его продолжении. В данном случае «Железный человек 2» всё это замещает шумом, беспорядком, множеством злодеев, неуместными трюками и нераскрытыми сюжетными линиями.

### Награды и номинации
- 2010 — две номинации на премию «Спутник»: лучшие визуальные эффекты (Джанек Сиррс, Бен Сноу, Джед Райт), лучший звук (Фрэнк Ойлнер, Кристофер Бойс, Лора Хиршберг).
- 2011 — номинация на премию «Оскар» за лучшие визуальные эффекты (Джанек Сиррс, Бен Сноу, Джед Райт, Дэниел Сьюдик).
- 2011 — 4 номинации на премию «Сатурн»: лучший научно-фантастический фильм, лучший актёр (Роберт Дауни младший), лучшая актриса второго плана (Скарлетт Йоханссон), лучшие спецэффекты (Джанек Сиррс, Бен Сноу, Джед Райт, Дэниел Сьюдик).

## Связь с другими произведениями
- Некоторые сюжетные линии взяты из комиксов: Тони Старк несколько раз сталкивался с тем, что его система жизнеобеспечения ставит его жизнь и здоровье под угрозу. Действия сенатора Стерна напоминают сенатора Бёрда и сенатора Бёрча, первый из которых считал Железного человека угрозой США, а второй требовал, чтобы технологию брони Старка использовали в военных целях. Шутка Старка о том, что он не прочь стать министром обороны, намекает на то, что короткое время он занимал этот пост, до событий кроссовера «Распад Мстителей». В сюжетной линии «World’s Most Wanted» Пеппер Потс также была назначена генеральным директором Старк Индастрис[13].
- Действие фильма происходит параллельно действиям большей части событий фильмов «Тор» и «Невероятный Халк»[13].
- В мастерской Старка находятся все его костюмы из первого фильма: его самый первый костюм, созданный в плену, стальной костюм, на котором он тестировал полёт, красно-золотой, повреждённый в битве со Стейном, и новый вариант[13].
- В сцене сборки призменного ускорителя агент Колсон берёт в руки щит Капитана Америка. Как показано позже в фильме «Мстители», Колсон большой фанат этого супергероя[13].
- В DVD-версии фильма в дневнике Говарда Старка нарисован Тессеракт, который сыграет большую роль в фильмах «Первый мститель» и «Мстители», согласно которым Говард Старк нашёл артефакт, когда занимался поисками Капитана Америки[13].
- В одной из сцен полёта Железного человека на заднем плане можно увидеть билборд с изображением дракона — это отсылка к Фин Фан Фуму, одному из врагов героя в комиксах[24]. Это изображение основано на образе персонажа из мини-серии «Iron Man: Viva Las Vegas», но создано специально для фильма художником Ади Грановым[25].
- Во время потасовки Старка и Роудса Тони кричит ему — «Хочешь быть Военной машиной? Стреляй!». Это отсылка к псевдониму Роудса в комиксах.
- Лесли Бибб возвращается в роли Кристин Эверхарт. В комиксах Эверхарт представлена журналистом из «Дэйли Бьюгл», но в фильме она представлена как репортёр Vanity Fair из-за того, что компания Sony владеет правами на Человека-паука и непосредственно связанные с ним понятия[13].
- То, что Говард Старк пьян во время записи видеопослания, отсылает к тому, что в комиксах Говард так же, как и Тони, страдал от алкоголизма[13].
- В гоночных соревнованиях участвуют машины, спонсорами команд которых являются, среди прочих, компании Hummer Industries и Roxxon Oil. Они обе в комиксах спонсировали многих суперзлодеев-врагов Железного человека[13].
- Костюм, используемый Старком во время нападения Хлыста, напоминает броню «Серебряный Центурион», которую он носил в комиксах 1985—1988 годов[13].
- Фьюри говорит, что Говард Старк был одним из основателей организации Щ.И.Т. Как мы видим в «Первом мстителе», он был членом группы Strategic Scientific Reserve, которая, согласно одной из удалённых сцен, позже преобразовалась в Щ.И.Т.[13]
- Старк упоминает, что его прошлым секретарём был «Бэмби». В комиксах у Тони некоторое время была женщина-секретарь по имени Бэмби Арбогаст[13].
- После того как Железный человек спасает ребёнка, он пролетает мимо нескольких рекламных щитов. На одном из них реклама компании Circuits Maximus. Такое же название имеет небольшая компания Старка в комиксах, которую он основал после того как потерял Stark International из-за действий Обадайи Стейна. Вернув себе состояние, он преобразовал Circuits Maximus в Stark Enterprises[13].
- Во время разговора Тони Старка и Ника Фьюри в конце фильма на одном из экранов виден кратер с молотом посередине, а на другом телерепортаж, который уже был показан в фильме «Невероятный Халк»[13].
- На другом мониторе в офисе Фьюри изображена карта мира, на которой отмечены несколько точек: Калифорния, база Железного Человека и место схватки военных и Халка в Калверском университете; Нью-Йорк, место битвы Железного человека с Хлыстом и Халка с Мерзостью; Нью-Мексико — место приземления Тора и его молота Мьёльнира, точка за Полярным кругом, где пропал Капитан Америка; Тёнсберг, Норвегия, где асы боролись с ётунами и где столетия позже Красный Череп захватил Тессеракт, точка посреди Атлантического океана (вероятно, Атлантида, королевство Нэмора); юго-восточная Африка, где, по подтверждению Marvel Studios, находится Ваканда, родина супергероя Чёрной пантеры и металла вибраниума[13].

## Видеоигры
Компания Gameloft выпустила одноимённую игру по фильму на мобильные телефоны.
Компания Sega выпустила игру на основе фильма в мае 2010 года, с новой историей, написанной автором The Invincible Iron Man Мэттом Фрэкшном.

## Комментарии
1. 1 2  В июле 2013 года прокатные права на фильм были переданы компании Walt Disney Studios Motion Pictures.